# بريستول بادمينشن
بريستول بادمينشن (بالإنجليزية: Bristol Badminton)‏ هي طائرة سباق ذات السطحين وبمقعد واحد. أنتجت في المملكة المتحدة. من صناعة شركة طائرات بريستول. كان أول طيران لها في 1926. صنع منها طائرة واحدة.